# Marcus Iunius Brutus (Konsul 178 v. Chr.)
Marcus Iunius Brutus war ein römischer Konsul im Jahre 178 v. Chr.

## Herkunft
Marcus Iunius Brutus reklamierte für sich und alle Angehörigen der Gens Iunia mit dem Cognomen Brutus, z. B. dem Konsul des Jahres 138 v. Chr., Decimus Iunius Brutus Callaicus, eine Abstammung von dem eher sagenhaften Gründer der Römischen Republik Lucius Iunius Brutus. Eine solche Abstammung ist aber, selbst wenn die Gründungsgeschichte der Republik auf Tatsachen beruhen würde, unwahrscheinlich, weil dieser erste Konsul nach Abschaffung der Monarchie Patrizier war, die späteren Iunii Bruti aber alle, wie auch Marcus Iunius Brutus, Plebejer waren. Dennoch waren auch die plebejischen Junier mit dem Beinamen Brutus eine alte senatorische Familie, die in den Fasten erstmals 339 v. Chr. mit dem Magister equitum Decimus Iunius Brutus Scaeva erscheint und die mit demselben Decimus Iunius Brutus Scaeva 325 v. Chr. zum ersten Mal einen Konsul der Republik stellen.

## Politische Laufbahn
Marcus Iunius Brutus, Sohn eines Marcus Iunius, Enkel eines Lucius Iunius, betrat zum ersten Mal die politische Bühne Roms im Jahre 195 v. Chr., als er als Volkstribun zusammen mit seinem Verwandten und Mittribunen Publius Iunius Brutus und dem amtierenden Konsul Marcus Porcius Cato dem Älteren vergeblich versuchte, die von zwei anderen Volkstribunen betriebene Aufhebung der lex Oppia sumptuaria zu verhindern. Er wurde, wahrscheinlich 193 v. Chr., plebejischer Ädil und erbaute mit seinem Kollegen im Amt, Lucius Oppius Salinator, die sogenannten Tabernae plebeiae an der Nordseite des Forum Romanum, die aber bald wieder für den Neubau der Basilica Porcia Catos abgerissen wurden. Mit Oppius wurde er 191 Prätor. Er weihte den Tempel der Göttermutter auf dem Palatin mit Festspielen, bei denen Plautus’ Theaterstück Pseudolus aufgeführt wurde.
189 v. Chr. wurde Marcus Iunius Brutus Mitglied einer Zehnerkommission zur Regelung kleinasiatischer Angelegenheiten. Nach einer so langen erfolgreichen Tätigkeit im Staatsdienst wurde er für das Jahr 178 v. Chr. zusammen mit Aulus Manlius Vulso zum Konsul der Republik gewählt. Er wurde vom Senat zur Bekämpfung der Ligurer ausgesandt, während sein Kollege im Amt den Kriegszug gegen die Histrier übernahm. Wegen der Schwierigkeiten, die Manlius Vulso mit den Histriern hatte, wurde er diesem zu Hilfe geschickt. Beide Konsuln überwinterten in Aquileia, ihr Kommando wurde verlängert, so dass sie im nächsten Frühjahr als Prokonsuln den Feldzug gegen die Histrier fortsetzten. Sie drangen siegreich vor, wurden dann aber von dem neuen Konsul Gaius Claudius Pulcher abgelöst. Marcus Iunius Brutus bewarb sich 169 erfolglos um das Amt eines Censors. Er gehörte dann aber, zusammen mit zwei anderen Konsularen, einer Gesandtschaft nach Kleinasien an, um dort Verbündete gegen Perseus, den König von Makedonien, zu werben. Schließlich wurde er 164 v. Chr. Führer einer römischen Gesandtschaft nach Kleinasien, um dort die Streitigkeiten zwischen Ariarathes IV. Eusebes, dem König von Kappadokien, und den Galatern zu schlichten.